# Ichigatsu-ji
L'Ichigatsu-ji (一月寺) est un temple bouddhiste situé dans la ville de Matsudo, préfecture de Chiba au Japon.
L'Ichigatsu-ji était le temple principal de la secte Konsen de la secte Fuke-shū du bouddhisme zen, représentée par des moines mendiants (komusō), qui portaient un panier distinct couvrant la tête et jouaient du shakuhachi. Les komusō de la région de Kantō étaient basés essentiellement au Ichigatsu-ji et au Reibō-ji dans l'actuelle Tokyo. Les moines de la secte, autorisés par le shogunat Tokugawa à se déplacer librement dans le pays, servaient souvent d'espions au gouvernement. En raison de ses liens négatifs avec le gouvernement Tokugawa, la secte est dissoute à la fin de l'époque d'Edo et l'Ichigatsu-ji qui cesse de servir comme temple Fuke, est repris par la secte bouddhiste Nichiren shōshū.